# Stadion Borca
Stadion Borca, serb. Стадион Борца − stadion piłkarski mieszczący się w Čačaku, na którym domowe mecze rozgrywa miejscowy klub, Borac. Pojemność stadionu wynosi 6000 miejsc.